# 马如龙 (1923年)
马如龙（1923年—）， 男，山西壶关人，中华人民共和国政治人物，大学学历，曾任中国共产党忻县地区委员会书记、山西省绿化委员会常务副主任。

## 生平
马如龙是山西省壶关县石坡村人。1952年11月至12月，马如龙短暂担任中共高平县委书记。1954年10月至1955年1月，马如龙担任中共壶关县委书记。1957年9月至1959年7月间担任中共壶关县委副书记，其间在1958年11月至1959年7月间担任中共壶关县委书记处书记。文化大革命中，他在1966年5月至1967年2月间担任中共忻县地委秘书长，1971年6月至1972年11月任中共繁峙县委书记，在1970年10月至1972年11月担任繁峙县革命委员会主任，1972年11月至1973年4月任忻县革命委员会办事组组长，1973年4月至1975年11月间担任忻县革命委员会副主任，1975年11月至1983年8月担任中共忻县地委书记、忻县地区革命委员会主任，期间他在1979年2月至1983年10月兼任忻县军分区第一政委。此外，早年他还在黎城县、长子县、潞城县担任县委书记，还曾担任中共晋东南地委办公室主任。后来，他被任命为山西省绿化委员会常务副主任。